# Línea de límite norte

Se han producido incidentes en aguas al sur de la Línea Límite Norte, que se muestra en rojo que separa Corea del Norte y Corea del Sur.

La línea de límite norte (Hangul: 북방한계선) es una línea de demarcación marítima en disputa en el Mar Amarillo (Oeste) entre la República Popular Democrática de Corea (RPDC) en el norte, y la República de Corea en el sur. Esta línea de control militar actúa como el límite marítimo de facto entre Corea del Norte y Corea del Sur.

## Descripción
La línea se extiende entre la parte continental de la provincia de Gyeonggi-do que había sido parte de Hwanghae antes de 1945, y las islas cercanas a la costa, incluidas Yeonpyeong y Baengnyeongdo . Debido a las condiciones del armisticio, la parte continental volvió al control de Corea del Norte, mientras que las islas permanecieron como parte de Corea del Sur a pesar de su proximidad.
La línea se extiende hacia el mar desde la Línea de Demarcación Militar (MDL) y consta de segmentos de línea recta entre 12 puntos medios de canal aproximados, extendidos en un arco para evitar la salida entre ambos lados. En su extremo occidental, la línea se extiende a lo largo del paralelo 38 a la línea media entre Corea y China.